# Головчинцы (Хмельницкая область)
Головчинцы (укр. Головчинці) — село в Летичевском районе Хмельницкой области Украины.
Почтовый индекс — 31533. Телефонный код — 380257. Занимает площадь 1,591 км². Код КОАТУУ — 6823085802.

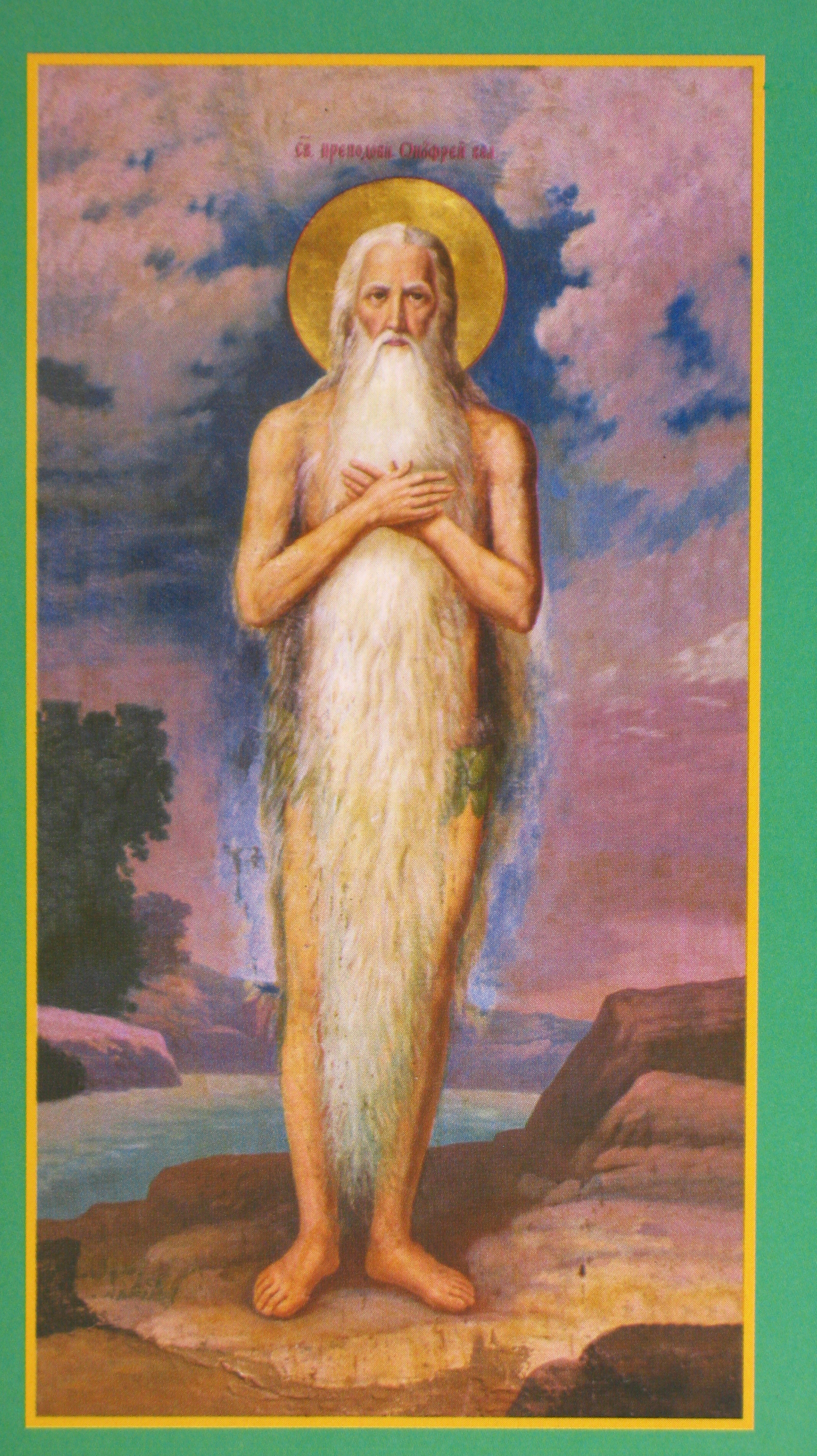
Чудотворная икона св. Онуфрия, Головчинцы

## Население
Население по переписи 2001 года составляло 876 человек.

## Известные люди
В селе родился Весловуцкий, Цезарь Васильевич (1925—1999) — советский и украинский спортсмен и тренер.

## Достопримечательности
- Преображенский женский монастырь УПЦ МП.

## Археология
Каменные орудия на местонахождении Головчинцы-1, расположенном вблизи внешней границы древней четвертичной террасы Южного Буга, найдены в ископаемых почвах лесостепей раннеплейстоценового широкинского межледникового этапа развития лёссово-почвенной формации, которые формировались не менее 900—1200 тыс. лет назад (ранний палеолит).

## Местный совет
31532, Хмельницкая обл., Летичевський р-н, с. Требуховцы, ул. Ленина,1 